# Lázaro Cárdenas (Arriaga)
Lázaro Cárdenas es una localidad del estado mexicano de Chiapas. Es parte del municipio de Arriaga.

## Toponimia
El nombre de la localidad rinde homenaje a Lázaro Cárdenas, presidente de México de 1934 a 1940.

## Demografía
| Gráfica de evolución demográfica |
|                                  |

| Censo | Población |
| ----- | --------- |
| 1940  | 123       |
| 1950  | 402       |
| 1960  | 251       |
| 1970  | 648       |
| 1980  | 839       |
| 1990  | 1 005     |
| 2000  | 1 029     |
| 2010  | 1 172     |
| 2020  | 1 294     |